# Mixité sociale en France

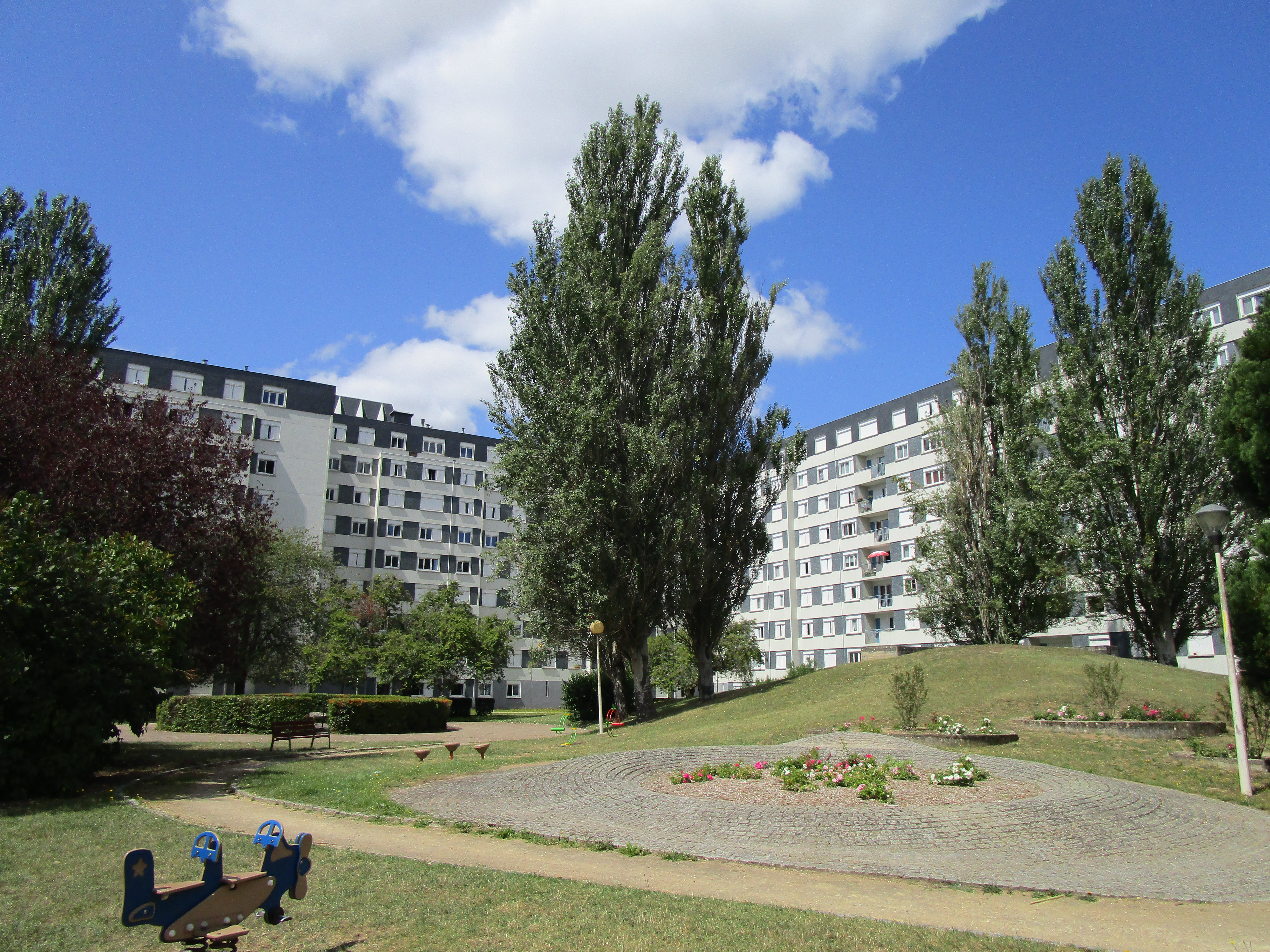
Le quartier des Fontaines à Tours mixe logements sociaux et privés.

La mixité sociale consiste, en une zone géographique donnée, à permettre à des personnes issues de milieux sociaux différents de se côtoyer, ou de cohabiter. 
La mixité sociale engendre des quartiers hétérogènes peuplés d'habitants distincts par leurs revenus ou leurs origines. Le brassage social est facilité par les législations, mais aussi par les acteurs sociaux comme les politiques, ou les associations. Les acteurs économiques, et notamment les entreprises, jouent aussi un rôle en termes de mixité par leur politique de recrutement de main-d'œuvre. À l'inverse, les quartiers homogènes regroupent une classe sociale, ou une communauté précise.
En France, cette notion est abordée par la question de la mixité résidentielle, sociale et son lien avec l'école publique.

## La notion de mixité sociale
Selon l'Institut national de la jeunesse et de l'éducation populaire (Injep) en 2019 : « Un premier constat apparait lorsque l'on cherche à définir la mixité sociale : bien que la notion de mixité soit omniprésente dans les politiques publiques, le concept n'a été défini par aucun texte (Kirszbaum, 2008, p. 9) et reste donc une notion floue (Charmes, Bacqué, 2016) ». Selon l'économiste Harris Selod en 2005 : « La mixité sociale fait référence à la coexistence sur un même espace de groupes sociaux aux caractéristiques diverses ».
Selon l'Injep en 2019, c'est « une notion hybride qui mêle catégories savantes, politiques et administratives », dont on attend qu'elle amène plus de justice sociale et moins de ségrégation sociale. L'Injep souligne qu'elle peut « concerner  tous  les  domaines  de la vie sociale » et qu'il est important lorsqu'on la considère de bien définir l'espace et l'échelle d'action, ainsi que les caractéristiques des groupes sociaux étudiés. Harris Selod souligne lui aussi l'importance des critères considérés, ainsi qu'une ambiguïté à propos des « finalités sociales implicites de la mixité sociale ».
Le concept de « mixité sociale » est utilisé en France d'abord en politique de la ville et en matière de renouvellement urbain, et se répand plus largement notamment à partir des années 1980 dans les lois et dans les discours. Pour Harris Selod, la notion « renvoie à un idéal de société qui préserverait la cohésion nationale et garantirait l’égalité des chances ». Dans le débat public, cette ségrégation implique essentiellement une opposition entre les quartiers populaires et les centres-villes plus aisés.
La « mixité sociale » est différente de la « mixité » qui, lorsque le terme est utilisé seul, renvoie plus souvent à la coexistence des genres dans un espace social, ou bien à la « diversité » dans le monde professionnel.

## Mesures de la mixité sociale
Plusieurs dispositifs ont été élaborés pour tenter de mesurer la mixité sociale, tels que l'indice de dissimilarité (1955) — qui est davantage une mesure de la ségrégation — ou l'indice d’entropie normalisé.

## Mixité sociale et urbanisme

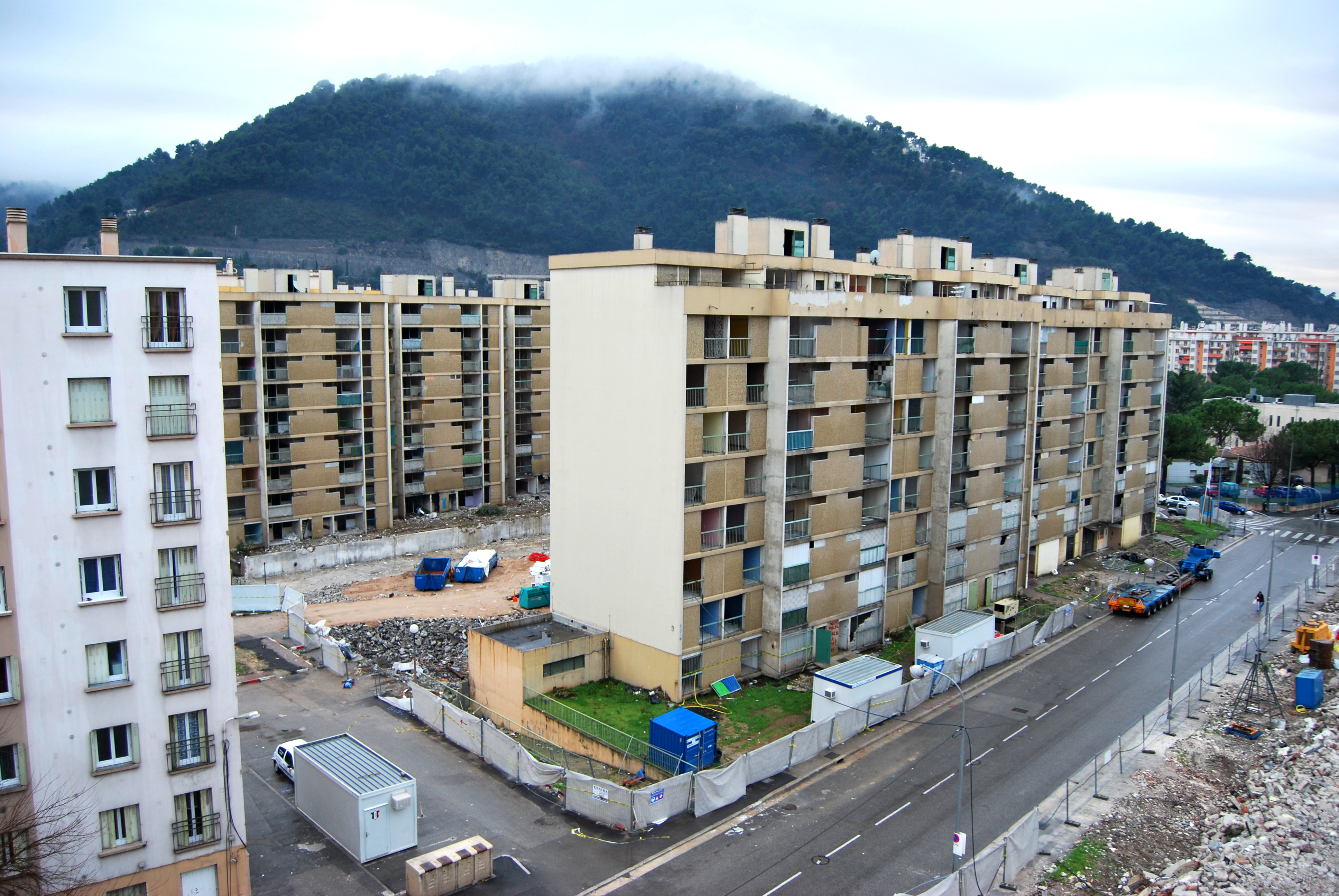
Démolitions au quartier de l'Ariane de Nice : la démolition de logements sociaux se fait notamment au nom de la mixité sociale.

Depuis plusieurs dizaines d'années, la mixité sociale est devenue le maître mot des politiques urbaines. On vise ainsi à favoriser la présence de personnes de différents horizons au sein d'un même territoire, dans un même quartier, dans une même unité d'habitation.
La loi contre les exclusions sociales de 1998 a introduit la notion de mixité sociale. Pour autant, la politique du logement social a démarré bien plus tôt : dès 1894, la loi Siegfried encourage le développement d'organismes d'habitations à bon marché et crée les « habitations à bon marché » (HBM), qui permettent d'accéder à des logements à prix social. Au cours du XXe siècle, elle évolue avec notamment, après la Libération, la loi sur la limitation des loyers dès 1948 et la loi sur les habitations à loyer modéré l'année suivante, en 1949.
La loi de décentralisation de 1982 rend les « communes [sont désormais] responsables de la planification urbaine et du logement social ». La loi relative à la solidarité et au renouvellement urbains (loi SRU) du 13 décembre 2000 — qui, selon Harris Selod, vise à contrer la ségrégation — met ainsi en avant la nécessité d'adapter l'offre de logement à l'ensemble des revenus tout en promulguant une mixité urbaine. De plus, selon cette loi, les communes qui n'atteignent pas objectif minimal de 20 % de logements locatifs sociaux sont soumis à une amende tout en devant rattraper leur retard dans le domaine,. La réalisation d'une offre HLM et d'une offre locative cohérente sur un territoire serait donc une réponse à une bonne mixité sociale. Différentes politiques de développement du territoire ont été menées, cherchant, au moins depuis les années 1980, à « corriger les effets de la ségrégation et à inciter à plus de mixité (zones d’éducation prioritaires, zones franches urbaines) », selon Harris Selod, mais les effets sont restés « mitigés, du fait d’effets pervers liés à la stigmatisation de ces quartiers ou à l’insuffisance des moyens mis en œuvre (les besoins sont tout simplement colossaux) ». Des « politiques intégrées », qui tentent d'agir sur plusieurs dimensions amenant de la ségrégation afin d'amener à plus de mixité sociale, sont mises en œuvre à partir de 2005.
La loi relative à l'égalité et la citoyenneté de 2017 « vise à favoriser l’insertion des jeunes et s’articule autour de trois axes : généraliser l’engagement au service de l'intérêt général et accompagner l’émancipation des jeunes, favoriser la mixité sociale et l’égalité d’accès au logement et renforcer l'égalité réelle », selon la rédaction du site Vie-publique.fr. 
Cependant, l'intégration d'une offre locative en milieu rural par exemple est difficile. En effet, cela nécessite la compréhension et la participation des habitants locaux. L'image même de l'espace rural répond à une logique de « propriétaires » et à mentalité rattachée à une continuité de l'image rurale du milieu en question. Ainsi, l'émergence au sein d'un village typique (type village alsacien) d'un logement à orientation locative peut parfois s'avérer compliquée, et laissera parfois place au mécontentement des locaux, qui utiliseront des arguments tels que la préservation du cadre de vie, le bruit, la circulation, pour contrecarrer la venue de ce type de logements, encore trop souvent rattachés à l'image de l'urbain, de la ville, du HLM et donc de toutes ses tares (indigents, chômeurs, familles monoparentales). Cette caricature du logement social est aujourd'hui ancrée dans les esprits et dans les mœurs, et crée une réelle entorse aux politiques locales de mixité.[réf. nécessaire]
L'économiste Harris Selod souligne en 2005 que « les situations de mixité sociale sont instables car une légère modification de la composition des quartiers peut entraîner un mécanisme cumulatif de stratification spatiale, même si les familles ne souhaitent pas a priori la ségrégation ». Le même auteur indique également que l'absence de mixité urbaine peut entraîner des conséquences plus larges sur l'accès à l'emploi, l'accès à un capital scolaire, la détérioration de réseaux sociaux, ou sur la transmission de difficultés sociales liée à certaines interactions de voisinage, et sur des discriminations en fonction du territoire. Cependant, il peut être intéressant pour certains individus de vivre parmi d'autres avec lesquels il peut partager certaines caractéristiques, selon le même auteur. Dans le domaine économique, cet auteur souligne que « de nombreuses “externalités” locales jouent en milieu urbain et peuvent donc rendre la mixité sociale préférable à la ségrégation ». Il précise par ailleurs que l'intérêt de la mixité sociale pour une société peut être lié à l'idéal qu'a celle-ci pour elle-même et à ses choix de normes.

## Mixité sociale et mixité ethnique

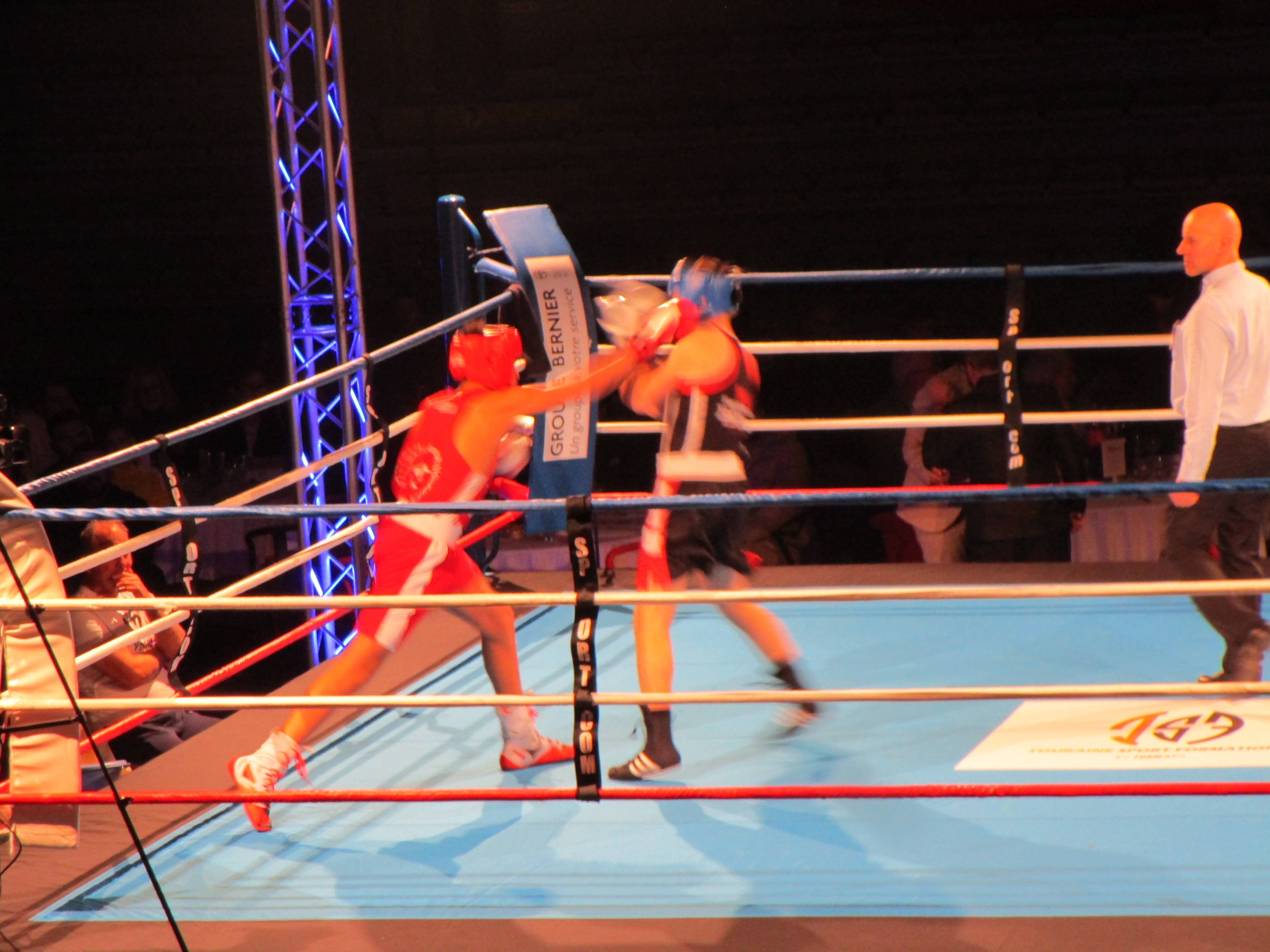
Gala des Princes du Ring 2025 à Tours.

Derrière les critères qui définissent la mixité sociale, se cache parfois « la référence implicite à la dimension ethnique ». En France, la catégorisation ethnique est exclue de l'appareil statistique bien que des travaux aient montré l'existence de cette catégorisation dans la pratique notamment de bailleurs sociaux.
On observe également une « tension » entre différents groupes sociaux autour de l'appropriation des espaces publics qui montre « une volonté de réduire le marquage social et ethnique » dans certains quartiers, où ce marquage « n'est plus considéré comme une richesse culturelle, mais plutôt une dégradation de l'espace résidentiel ».

## Mixité sociale à l'école

### Enjeux

#### Généralités

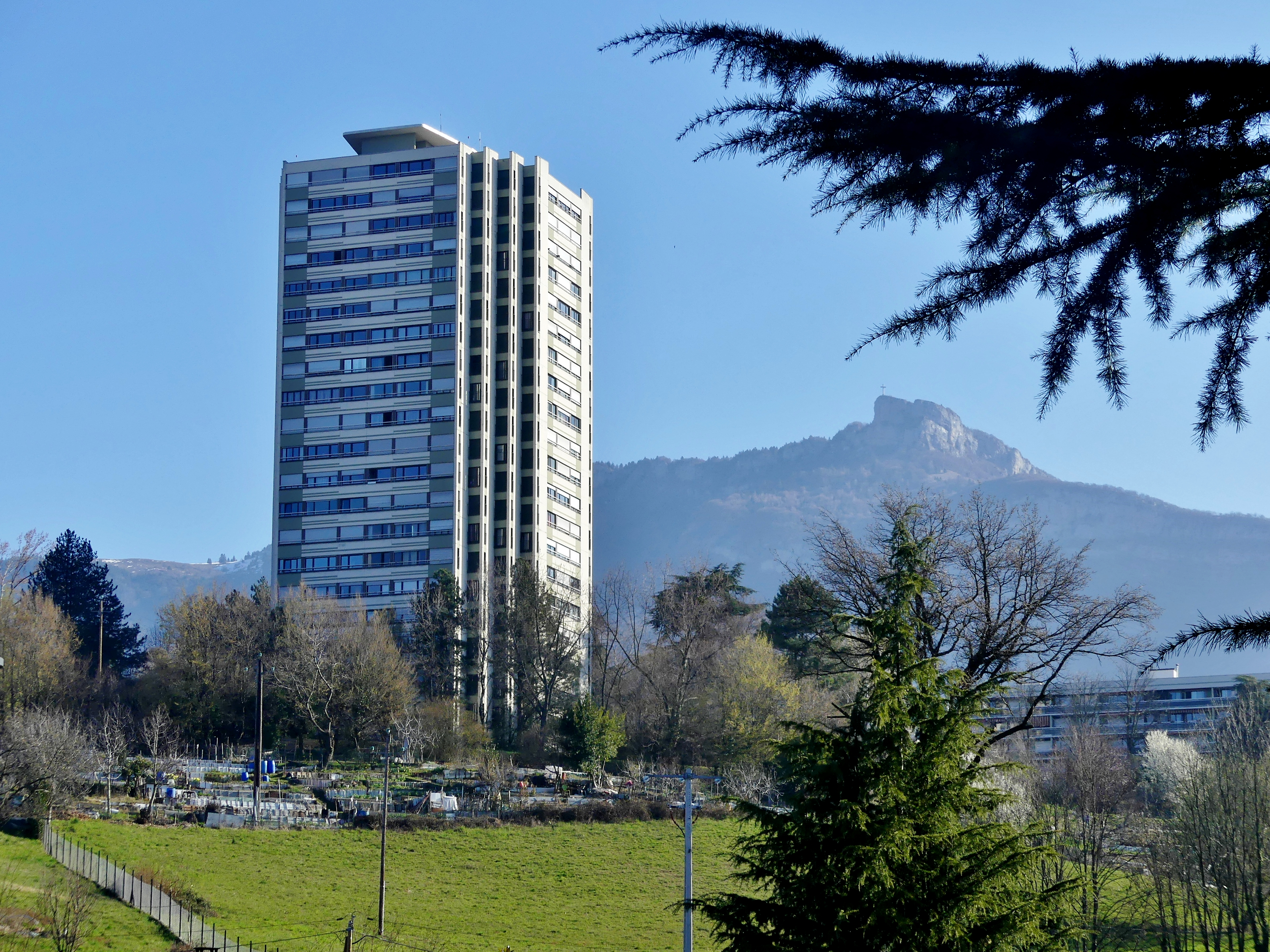
Quartier des Hauts-de-Chambéry.

La mixité sociale à l'école, désigne la variété des classes sociales chez les élèves,. Si au contraire, une classe sociale est sur- ou sous-représentée par rapport à la population générale (nationale ou locale), on parle alors de ségrégation sociale. De nombreuses études et expériences ont concerné la mesure des effets de cette mixité sur le bien être et les résultats scolaires des élèves.
Au niveau international, l'Organisation de coopération et de développement économiques (OCDE) s'intéresse, en 2019, à l'influence de la mixité scolaire sur la réussite des apprentissages des élèves,.
En s'appuyant sur les enquêtes PISA, elle établit que parmi les facteurs qui influent sur les résultats scolaires, figurent les caractéristiques de l'élève, mais aussi celles de ses camarades ; et que dernier élément peut jouer favorablement quand il y a émulation et coopération entre élèves, ou négativement si l'enseignant doit consacrer trop d'attention à certains élèves perturbateurs au détriment des autres et des cours. L'OCDE souligne l'importance, pour les résultats scolaires d'un pays, de bien prendre en compte la façon dont les élèves sont affectés dans les établissements d'enseignement et ses conséquences sur les éventuelles différences académiques ou socio-économiques entre ces derniers. La mixité sociale doit aussi tenir compte de la mixité scolaire, et d'autres facteurs tels que l'hétérogénéité, de niveau scolaire dans les classes (par la différenciation des apprentissages), notamment par une formation des enseignants à ce sujet,,,,. En effet, il semble que la progression des élèves dépende du niveau moyen de la classe et que l'impact de la mixité scolaire soit asymétrique : une classe avec des niveaux hétérogènes bénéficie plus aux élèves les plus faibles,. Une composition 1/3 de forts, 1/3 de moyens et 1/3 de faibles semble être favorable. Pour lutter contre l'évitement et la ségrégation, la moitié au moins des élèves doit être de catégorie sociale moyenne ou aisée, selon un retour d'expérience anglo-saxon.

#### Enjeux spécifiques à la France

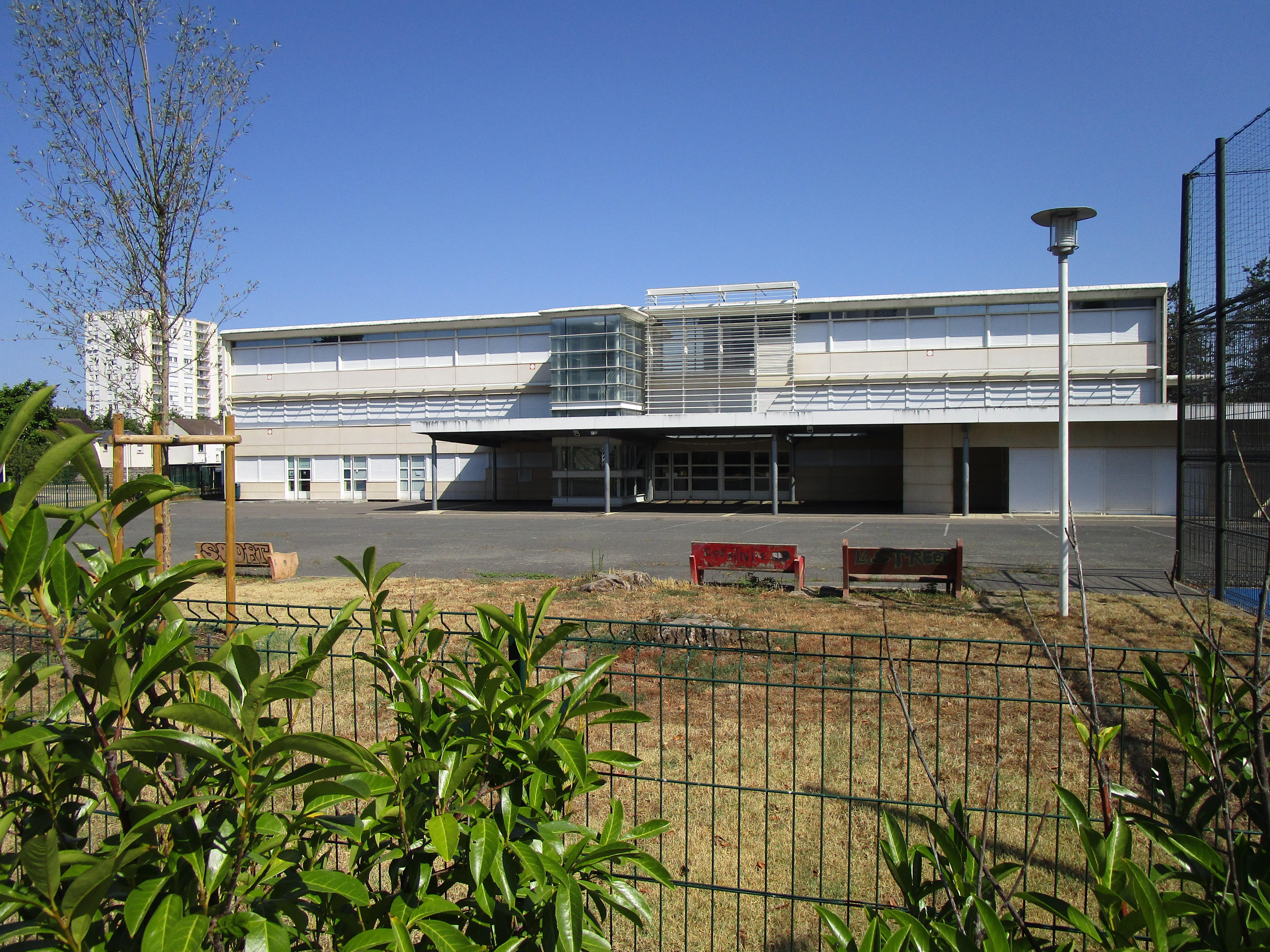
Le collège Jacques Decour (REP+) du quartier de la Rabaterie, Saint-Pierre-des-Corps.

La mixité sociale à l'école est considérée comme un enjeu en France ; au tout début du XXIème siècle, selon le Ministère de l'éducation nationale français, « la mixité sociale est la condition même de la mise en œuvre des principes qui instituent l'école française ». En effet, on y observe des établissements peu mixtes scolairement (du ghetto scolaire à l'établissement huppé). Une concentration d'élèves de faible niveau socio-économique dans certains établissements est considérée comme un facteur d'échec scolaire et influencerait le sentiment d'appartenance ainsi que l'adhésion aux valeurs de la République,. Au contraire, des classes socialement mixtes et hétérogènes semblent favorables à la scolarité : effet sur le climat scolaire, amélioration du sentiment d'appartenance et entraînement des plus faibles par les meilleurs, selon le CNESCO et l'OCDE,.
Plusieurs indices de ségrégation sont utilisés pour qualifier le degré de mixité sociale à l'école. La mixité sociale y dépend souvent de la mixité sociale du quartier. Marco Oberti a étudié l'influence de l'école (dont les offres en options) sur les choix résidentiels, la qualité de l'école constituant une aménité recherchée,. Ainsi, le prix de l'immobilier à Paris est influencé par la réputation de ses collèges,,.
Dans les années 2000, le sujet de la carte scolaire reste pour certains un tabou, en France, et il reste sensible,,,,,,,, notamment lorsqu'il s'agit de comparer la mixité dans les écoles publiques et dans les écoles privées sous contrat avec l’État. Une crainte est de raviver la guerre des écoles de 1984 en imposant des quotas d'élèves défavorisés au privé ou en lui imposant la carte scolaire,,,. Plusieurs chercheurs se sont emparés du sujet comme le sociologue Pierre Merle,, Choukri Ben Ayed,, la sociologue Agnès Van Zanten ou Julien Grenet,,. Pierre Merle alerte sur un statu quo[précision nécessaire] entre enseignement public et privé : il y a une tendance à l'embourgeoisement des collèges privés et une paupérisation de certaines écoles publiques qui peut contribuer à générer une fracture scolaire,,, comme cela a été observé à l'étranger,,. L'OCDE demande en 2019 à la France de lutter plus fortement contre le poids de l'origine sociale dans les inégalités de réussite scolaire[réf. nécessaire]. Le ministre de l'Éducation propose alors d'œuvrer pour réduire la « fracture scolaire ».
Une meilleure mixité sociale dans l'enseignement primaire et secondaire est aussi une revendication de collectif de parents ou d'habitants souhaitant mettre fin aux établissements « ghettos », comme au Petit Bard ou dans d'autres établissements à Montpellier,, et dans la métropole de Lyon, — métropole qui présente désormais la particularité, à l'instar de Paris, d'être la collectivité chargée de la construction des collèges et de la sectorisation. Un syndicat d'inspecteurs de l'éducation nationale souhaite également en 2019 que le sujet de la mixité sociale et de la lutte contre la ghettoïsation des établissements soit un sujet davantage investi par le ministère de l'Éducation nationale. En ce qui concerne les établissements d'enseignement publics et privés, la comparaison reste complexe, le secteur privé permettant d'éviter le collège public de quartier mais fidélisant des familles des classes moyennes à supérieures dans des territoires considérés comme relevant de la politique de la ville,. Certains collèges privés revendiquent ainsi une bonne mixité sociale et accueillent des élèves boursiers. À l'inverse, certains établissements privés sous contrat pratiqueraient l'entre-soi en discriminant selon le nom de famille.
Pour l'enseignement supérieur, une étude, et des dispositifs de remédiation aux ségrégations, voient le jour dans les années 2010 pour y favoriser la mixité sociale, à l'université, et dans les grandes écoles,.
À la fin des années 2010, la mixité sociale et la mixité scolaire sont un des objectifs du nouveau dispositif des « cités éducatives »,,.

### Mixité sociale à l'école en France: état des lieux, études scientifiques et dispositifs mis en place

#### États des lieux

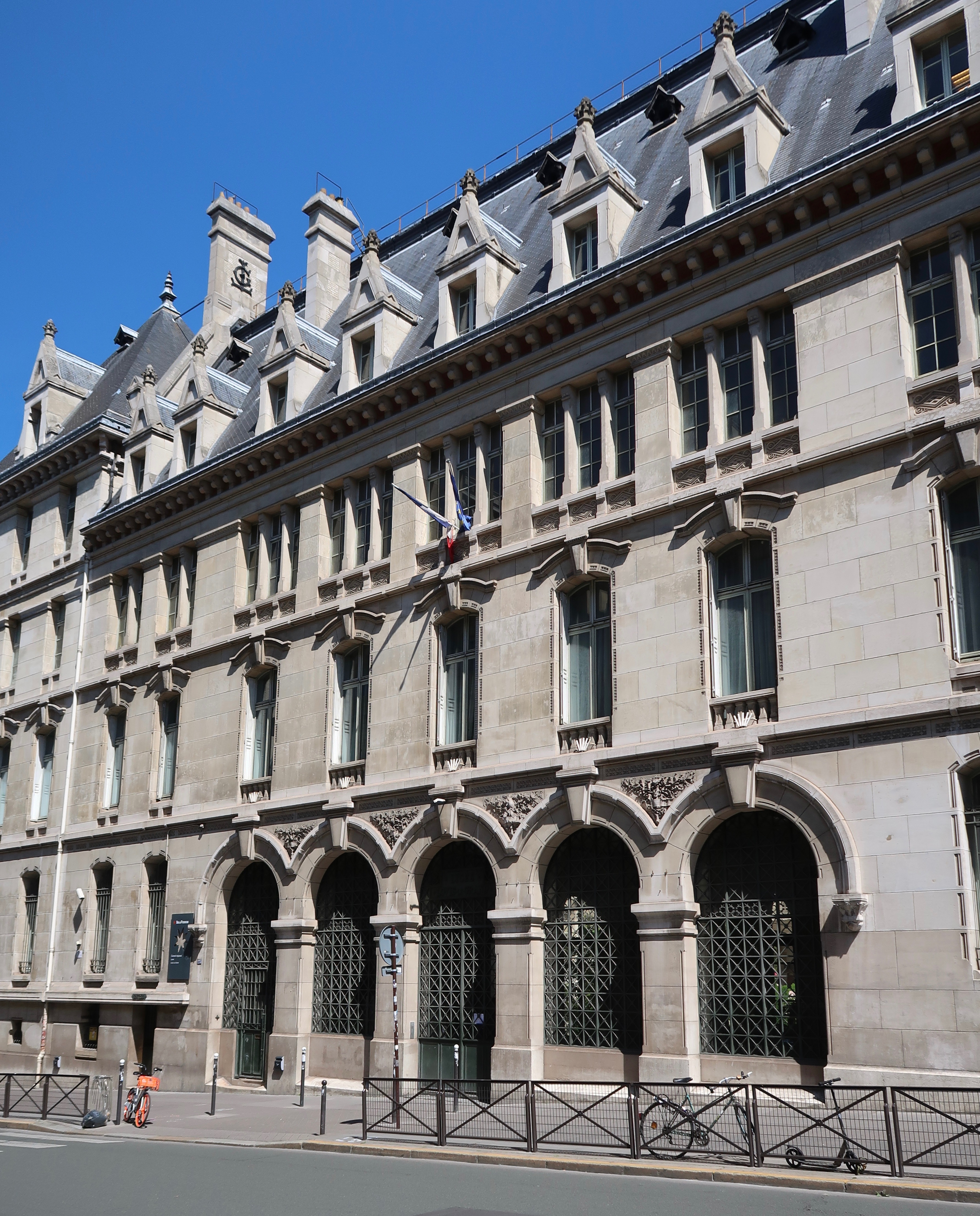
Le Lycée Louis-le-Grand de Paris.

En 2002, le rapport « La mixité sociale à l'école et au collège » est présenté par Jean Hébrard au ministre de l'éducation nationale, alors que le phénomène d'évitement de certains établissements stigmatisés par des familles de classes sociales supérieure et moyenne et de ségrégation s'est accru, avec l'assouplissement de la carte scolaire de 2007 à 2013 — ainsi que des déplacements vers l'enseignement privé —, année où les dérogations à cette dernière ont été réduites,,.
En 2015, une conférence de comparaisons internationales (nommée « Mixités sociale, scolaire et ethnoculturelle à l'école : quelles politiques pour la réussite de tous les élèves ? ») est organisée par le Centre international d'études pédagogiques (Ciep) et ses partenaires le Conseil Supérieur de l'Éducation (CSE) de la province canadienne du Québec ; suivie d'un rapport du CNESCO à ce propos. Concernant la France : en 2018, une étude de la Direction de l'évaluation, de la prospective et de la performance (DEPP) met en évidence de forts niveaux de ségrégation dans les collèges, notamment dans le secteur privé sous contrat, qui concentre plus d'élèves favorisés que les collèges publics,,,. 
Une étude de Pierre Courtioux (2018) questionne la contribution des écoles privées à la mixité sociale, et montre que la ségrégation est plus forte dans les agglomérations. Les stratégies d'évitement de certains collèges publics, par une partie des familles, amplifient la ségrégation, comme cela a été montré pour Bordeauxet Paris,. Selon un rapport (2018) de la Fondation Jean Jaurès, le recours aux établissements privés accru chez les familles des classes aisées est un facteur de « sécession des élites »,,, source de risque de fracture sociale par non brassage social des élèves,. Le secteur privé semble sensible au sujet,,,. Les classes moyennes semblent être la variable d'ajustement de la mixité sociale : une partie met en place des stratégies d'évitement du collège ou du lycée de quartier, notamment en ayant recours aux dérogations.
Un sujet de préparation à l'École nationale d'administration en France (ENA) de 2017 traite de la mixité sociale au collège : il y a nécessité de mettre en place une concertation locale lors de projets de renforcement de la mixité.

#### Propositions concernant la mixité sociale dans les établissements d'enseignement

##### Propositions parlementaires
Un rapport parlementaire, en 2002, formule des recommandations. Un second, porté par Rudy Salles, en 2015, propose plusieurs dispositifs de mixité sociale,.
En 2021, un collectif de parlementaires propose des actions en faveur de l'égalité des chances, dont par la sectorisation de la carte scolaire, mais sans prendre position sur les écoles privées sous contrat,. En 2021, la députée Anne Christine Lang propose d'anonymiser le nom du lycée dans le dispositif Parcoursup qui recense les choix d'orientation des jeunes bacheliers en matière d'études supérieures.

##### Propositions de la Cour des comptes
Dans un rapport sur l'éducation prioritaire (octobre 2018), la Cour des comptes propose de maintenir les efforts de mixité sociale, par des dispositifs de réaffectation des élèves dans le secteur public, et en inscrivant la mixité sociale dans le « dialogue de gestion » avec les écoles privées sous contrat.

##### Propositions de la mission Azéma-Mathiot
La mission « Territoires et réussite éducative » préconise en novembre 2019 que, dans certaines configurations territoriales à enjeux, puisse être expérimentée une contractualisation tripartite associant l'enseignement privé sous contrat, les autorités académiques et la(les) collectivité(s) concernée(s) définissant des objectifs pluriannuels d'évolution en faveur de la mixité sociale et scolaire.

##### Propositions de chercheurs
Le sociologue Pierre Merle propose que le classement en réseau d'éducation prioritaire (REP) soit supprimé, car facteur d'évitement par certaines familles,, du fait d'une stigmatisation.
Des chercheurs recommandent que les moyens des établissements scolaires publics et privés soient modulés en fonction de leur composition sociale, propositions reprises par la sénatrice Françoise Cartron,,,. Cette démarche de « bonus-malus » mixité est mise en œuvre dans l'académie de Toulouse,.
Nathalie Mons, pour renforcer l'attractivité de certains établissements, suggère des « bonus orientation » pour les élèves fréquentant un établissement public dans lequel un renforcement de la mixité sociale est souhaité. Ce type de bonification est expérimenté à Paris, avec une majoration de points dans le logiciel d'affectation au lycée Affelnet.

##### Propositions de l'OCDE
L'OCDE, en 2019, plaide pour une meilleure mixité sociale dans le système éducatif, facteur de cohésion et d'une société inclusive. L'organisation met également en garde contre les phénomènes de sélection des élèves et notamment l'« écrémage » fait par certains établissements évinçant les élèves perturbateurs ou de faible niveau (phénomène observé dans certains collèges et lycées privés Français).

##### Propositions de l'Observatoire de la laïcité
L'Observatoire de la laïcité rappelle que la mixité sociale favorise l'apprentissage des valeurs de la République, et notamment de la laïcité. Plus de mixité sociale à l'école réduirait aussi les dérives communautaristes.

#### Dans les grands textes réglementaires à partir de 2013
La loi d'orientation et de programmation pour la refondation de l'école de la République (2013) fait de la mixité sociale un nouvel objectif de l'école publique. Un décret de 2014 précise les conditions de collaboration locale pour mettre en place la mixité sociale dans les collèges. Sa circulaire d'application est parue en 2015,.
Le projet de loi pour une école de la confiance n'évoque pas la mixité sociale dans son texte initial, mais les débats en commission des affaires culturelles en janvier 2019 l'ont abordé. Plusieurs projets d'amendements concernaient la composition sociale des futurs établissements publics internationaux (adoption de l'amendement n°AC621). Faire figurer la mixité sociale comme « contrepartie » au financement public des écoles maternelles privées a été proposé par Régis Juanico dans un projet d'amendement finalement rejetée par la Commission des affaires culturelles, lors de l'examen du projet de loi.
Plusieurs projets d'amendements au projet de loi confortant le respect des principes de la République, début 2021, concernaient la mixité sociale à l'école,.

#### Expérimentations à partir de 2015

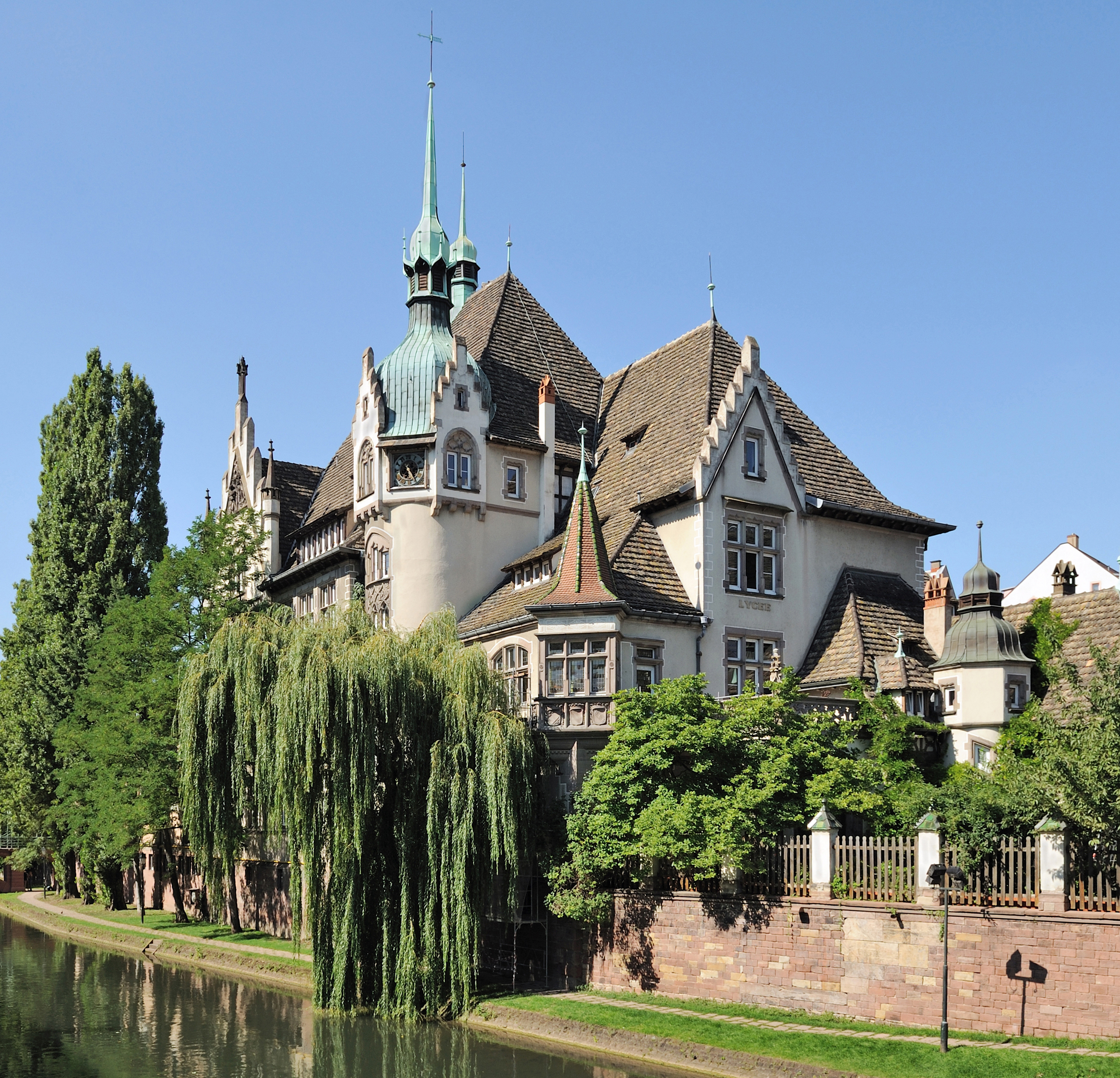
Lycée international des Pontonniers à Strasbourg.

Depuis 2015, une cinquantaine expérimentations,,,,ont été mises en place dans le secteur public sur plusieurs territoires comme les académies de Paris,,,, Rennes, Toulouse,, Nîmes ou Nancy, mais elles peuvent faire l'objet d'oppositions locales,,,,,,,. Sur certains territoires, il existe une crainte de fuite vers le privé,,,,sous contrat qui peut choisir librement ses élèves,,, — mais qui est financé par des fonds publics,,, et soumis au principe de non-discrimination contenu dans la Constitution française et à l'obligation de non-discrimination selon la loi sur les rapports entre l'État et les établissements d'enseignement privés (loi Debré),. Une extension des expérimentations d'affectation multi-secteur est évoquée concernant Paris,,,, ce qui en fait un enjeu politique potentiel,,.
Dans certains collèges de France, différents moyens ont été mis en place afin de favoriser la mixité sociale et diminuer l'évitement scolaire de certains établissements ; ces moyens s'inscrivent également dans le cadre de projets. Cela a parfois été fait avec des demandes fortes de parents d'élèves appelant à plus de mixité sociale dans certains établissements qui s'étaient fortement ségrégués au fil du temps. Les dispositifs mis en place afin de redonner de l'attrait aux établissements pour les familles qui, pour certaines, prenaient des mesures d'évitement de la carte scolaire, sont par exemple la mise en place d'options rares et désirées — « section internationale », section « arts de la scène et du spectacle vivant », par exemple — création d'un pôle lié au sport, collaboration avec différents partenaires — scientifiques, universitaires et étudiants, par exemple —, etc.. En 2017, sont créés à titre expérimental dans une vingtaine de départements français des « secteurs multicollèges » en vue de favoriser davantage de mixité sociale dans ces établissements — dans les autres secteurs, un collège a un unique bassin de recrutement des élèves, tandis que dans ce nouveau système, deux bassins de recrutement sont fusionnés et les élèves sont répartis dans deux collèges, — et, par ce moyen, favoriser une meilleure réussite scolaire pour tous. Dans les collèges de l'académie de Paris concernés par ces « secteurs multicollèges », les moyens des établissements ont été homogénéisés et de nouveaux dispositifs ont aussi été mis en œuvre[réf. nécessaire] : ajout d'un conseiller principal d'éducation (CPE)[réf. nécessaire], mise en place des mêmes options[réf. nécessaire], enrichissement des options pédagogiques possibles — classes à horaires aménagés musicales (CHAM) ou sportives, par exemple —, davantage d'accompagnement personnalisé pour les élèves, création en 2018 d'un bonus mixité pour les élèves non boursiers — les boursiers ayant déjà un fort bonus — ayant suivi 4 ans de scolarité en collège d'un réseau d'éducation prioritaire (REP) en vue de l'affectation au lycée — en ce qui concerne les affectations dans l'enseignement public, avec le logiciel Affelnet. Un bilan « encourageant » de ces expérimentations parisiennes a été dressé en février 2021,. Dans le département de la Haute-Garonne, un bonus-malus financier est mis en place pour les établissements publics et privés et un système de transport (« busing ») conduit des élèves défavorisés dans les collèges plus réputés,.

### Un sujet qui inspire le cinéma et la télévision
- La série française Baron noir, de la chaîne Canal+ sur la politique diffusée entre 2016 et 2020, aborde le sujet de la mixité sociale au collège[181].
- Le film La lutte des classes, réalisé par Michel Leclerc et sorti en 2019, traite avec humour des incertitudes de parents au moment d'inscrire leur fils au collège, avec le questionnement : faut-il choisir le collège public mixte ou le secteur privé[182] ?

## Mixité sociale et diversité territoriale dans l'enseignement supérieur
Les élèves des grandes écoles sont principalement issus des classes sociales favorisées et notamment originaires d’Île-de-France, comme le rapporte l'Institut des politiques publiques (IPP) en janvier 2021,.
En octobre 2019, certaines grandes écoles de l’enseignement supérieur (HEC, ESSEC, ESCP, ENS, Polytechnique) ont remis trois rapports sur la diversité sociale, tandis que Science Po a revu son concours d'entrée pour diversifier ses élèves,.
Pour ce qui concerne l'accès à l'université et aux grandes écoles, un axe est de mettre en place des quotas de boursiers ou des bonifications de points aux épreuves écrites des concours d'admission,, tel que le préconise le rapport de la mission présidée par Martin Hirsch fin 2020,.
En février 2021, le Président de la République annonce à Nantes la création de classes préparatoires aux grandes écoles « Talents » avec des quotas d'élèves issus de classes modestes pour les concours d'accès aux grandes écoles de la fonction publique,.

## Limites et critiques

### Généralités
Alors que la mixité sociale est généralement considérée comme un vecteur d'intégration par les pouvoirs publics, de nombreuses études ont montré depuis longtemps que la proximité spatiale est loin d'entraîner automatiquement la proximité sociale,. Ainsi, « la cohabitation forcée de groupes qui ne la souhaitent pas conduit habituellement à l’évitement et à l'exacerbation des conflits de voisinage. ». De plus, pour le sociologue Maurice Blanc, la volonté de brassage des populations étrangères partirait d'une bonne intention, mais serait fondée sur une grande ignorance : « un certain nombre d'étrangers souhaitent vivre avec des compatriotes et non au milieu d'une population dont ils ignorent la langue et la culture. Les disperser revient à les isoler et à renforcer leur marginalisation. ». À l'inverse, dans certains quartiers mixtes socialement, les gentrifieurs d'origine bourgeoise peuvent éviter de scolariser leurs enfants avec la population gentrifiée d'origine plus modeste en pratiquant l'évitement scolaire,ou en ayant recours à l'enseignement privé, situation observée en région parisienne notamment.

### Limites et critiques concernant la mixité sociale en milieu scolaire en France

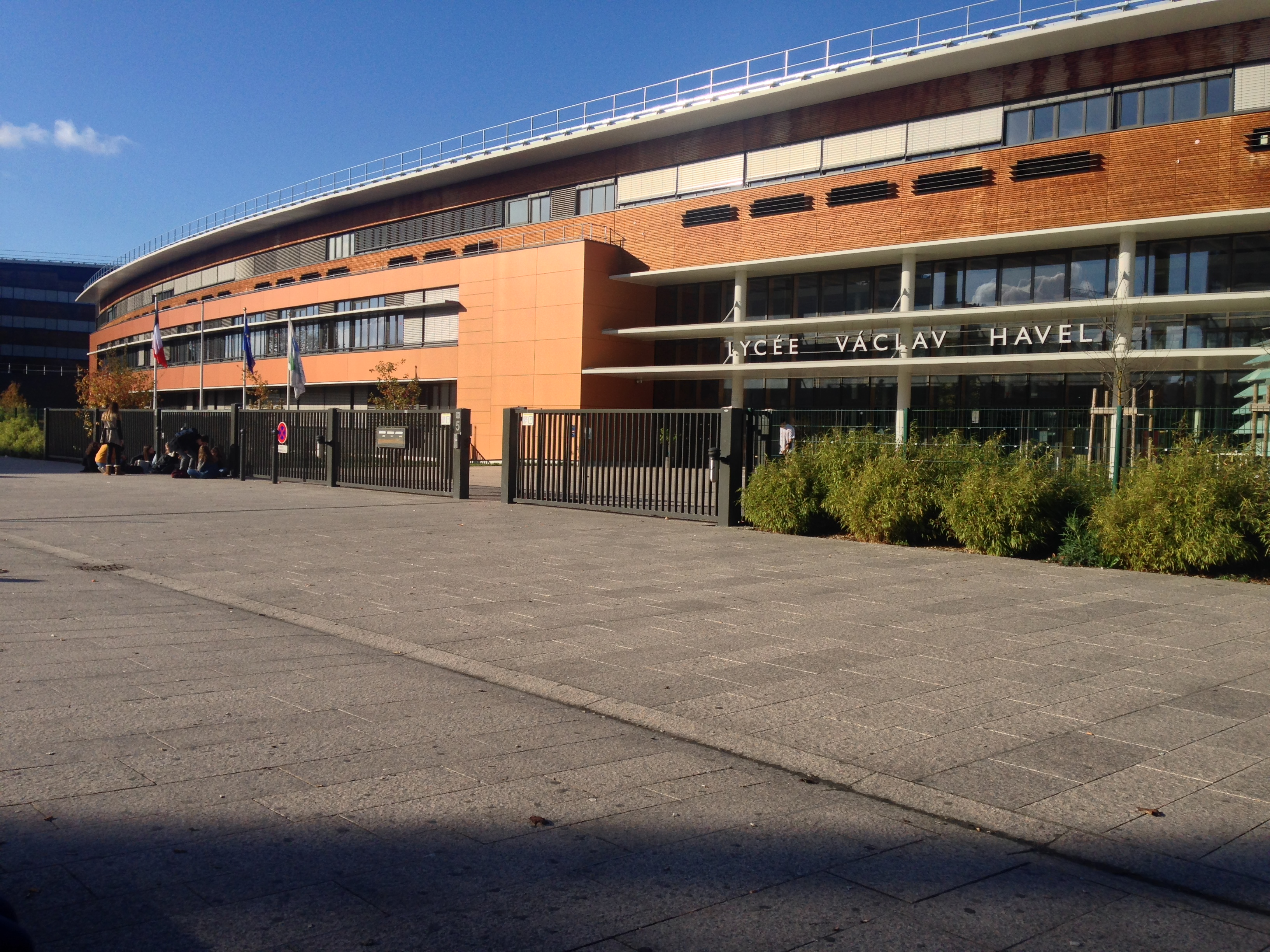
Lycée général Vaclav-Havel à Bègles.

Enfin, les retours d'expérience en matière de rénovation urbaine ont démontré que la mixité sociale constitue un « leurre »[précision nécessaire]. À une politique strictement égalitaire s'est substituée une politique de diversification de l'offre résidentielle sur les territoires visant, d'une part, à développer la mobilité résidentielle et, d'autre part, à diversifier les habitants.
En outre, alors que des efforts semblent être faits concernant la mixité sociale dans le secteur de l'enseignement public, la question de l'égalité des chances d'accès et notamment la lutte contre la ségrégation dans certains établissements du secteur privé sous contratfait l'objet de résistances et nécessiterait un portage politique fort,,,,. En effet, pour modifier la répartition sociale dans le privé, il faudrait, selon Choukri Ben Ayed, une loi. De plus, les inégalités de niveau scolaire ne sont pas liées exclusivement au manque de mixité sociale, il y a d'autres facteurs explicatifs tels qu'une grande hétérogénéité de moyens des établissements, selon les territoires — ce qui renvoie toutefois en partie à des inégalités sociales parfois liées à de la ségrégation —, ou l'influence du capital culturel des parents,. Enfin, en ce qui concerne l'impact de la mixité sociale (au collège ou au lycée) sur le niveau scolaire en fin de scolarité, son influence semble plus faible que l'influence du niveau scolaire en fin de primaire, ce qui pourrait expliquer que le sujet soit actuellement moins investi,que le rééquilibrage des moyens sur le primaire (dédoublement des classes en CP CE1 en éducation prioritaire). Selon l'Observatoire des inégalités en 2019, « les inégalités de niveau scolaire liées au milieu social existent dès les petites classes » et elles peuvent être amplifiées durant l'ensemble de la scolarité.

### Effets de la mixité sociale sur les résultats scolaires
En France, une note du Conseil scientifique de l'Éducation nationale a synthétisé les premiers résultats des expérimentations faites de 2015 à 2017 dans 56 collèges pilotes (en Métropole) pour renforcer la mixité au collège, par exemple en réunissant plusieurs collèges en un seul, en régulant le choix scolaire ou en modifiant la sectorisation. La conclusion de ces expérimentations est que le renforcement de la mixité sociale n'a pas affecté les résultats scolaires des élèves (ni en bien, ni en mal, quelle que soit leur origine sociale), mais a significativement amélioré leur bien-être personnel et social, pour tous, avec « Une plus grande estime de soi scolaire, un optimisme plus élevé, une meilleure qualité des relations amicales, et une attitude plus favorable vis-à-vis de la solidarité ». Les collégiens concernés ont notamment une meilleure estime de soi, avec « davantage le sentiment de pouvoir influencer leur propre réussite », et ils sont plus favorables au travail en groupe.
Selon ce travail, la ségrégation sociale entre établissements en 2023 reste élevée : « dans certains collèges, la part d'élèves issus de milieux sociaux défavorisés est quasiment nulle alors qu'elle peut atteindre près de 100 % dans d'autres établissements » (pour une moyenne de 64 % d'élèves de milieux défavorisés dans le pays). Ce sont en outre les élèves défavorisés qui ressentent le plus l'amélioration du bien-être social : « un meilleur climat scolaire (+18 %), un plus grand sentiment de sécurité (+26 %) et de meilleures relations amicales (+30 % d'un écart-type). Ils ont aussi plus tendance à coopérer ». Et c'est dans les collèges pilotes « à élèves favorisés » que plus de mixité sociale a le plus augmenté l'estime de soi scolaire ; et ce sont les collégiens de milieux favorisés qui ont le plus ressenti une amélioration de leurs relations amicales, ce qui pour les rapporteurs montre que « l'amélioration des relations sociales des uns ne s'effectue pas au détriment de celles des autres ».
Concernant les résultats scolaires, les statistiques de 2019 montraient que les élèves des collèges plus mixtes que les autres n'avaient pas de résultats différents (ni meilleurs, ni moindres en contrôle continu ou aux tests en français et mathématiques) que ceux des collèges moins mixtes, et ce, « quel que soit le milieu social des élèves », note le rapport ; ce qui laisse penser que « les apprentissages au collège sont assez peu liés à la composition sociale de l'établissement ou de la classe ». Au vu de ces expérimentations, la mixité sociale ne menace pas les performances des élèves de milieux favorisés, sans non plus être en soi une « solution évidente pour améliorer les performances des élèves de milieu défavorisé ».